# Mujer de madera
Mujer de madera es una telenovela mexicana producida por Emilio Larrosa para Televisa entre 2004 y 2005. Es una historia original de Emilio Larrosa y Alejandro Pohlenz. La telenovela tuvo una temática acerca de la tala indiscriminada de árboles.
Está protagonizada por Edith González, reemplazada por Ana Patricia Rojo junto a Jaime Camil y Gabriel Soto; con las participaciones antagónicas de Maya Mishalska, Carlos Cámara Jr., Carlos Bracho, Claudio Báez, Ricardo Barona y Rudy Casanova. Cuenta además con las actuaciones estelares de Ludwika Paleta, Adamari López, María Sorté, Julio Alemán, Otto Sirgo, Frances Ondiviela, Jorge Poza y Mayrin Villanueva. 
A 3 meses de la telenovela, Emilio Larrosa tuvo que cambiar toda la historia, ya que Edith González abandonó la producción a causa de su embarazo. En su lugar la sustituyó Ana Patricia Rojo como la protagonista.

## Sinopsis
Cuando era una niña, Marissa Santibáñez Villalpando intentó huir con su familia de un incendio forestal cerca de su rancho; sin embargo, un árbol cae en el carro y Marissa logra sacar a una de sus dos hermanitas, Aída. Cuando la puso a salvo, intentó regresar por Lucrecia, su otra hermana, pero el automóvil explotó con la niña (Lucrecia) y su papá (Don Aarón), dentro del Jeep. Años después, Marissa está a punto de casarse con César, el amor de su vida, pero en la iglesia aparece una mujer llamada María Eugenia, que dice estar embarazada de César. La boda se cancela y el corazón de Marissa se vuelve duro y autoritario. Lejos de la ciudad, en el bosque, Aarón y Lucrecia están vivos. Aarón fue rescatado por Mago, que está enamorada de él, mientras Lucrecia fue rescatada por Cruz, un curandero, y su esposa. 
Marissa y su malvada tía, Piedad Villalpando, viajan al rancho "Las Cúspides", por un problema de invasión a sus tierras. Efraín, el capataz del rancho, está loco por Marissa, quien en complicidad con Piedad, tienen un negocio clandestino de tala de árboles. Aída, la hermana de Marissa, está enamorada de Carlos, el hijo de la cocinera de la casa, Carlos quien es biólogo y va a Las Cúspides para hacer una investigación. Allí conoce a Marissa y se enamora de ella, causando una rivalidad entre hermanas. Aída respaldada por su hermana Lucrecia (después de ser reconocida por sus hermanas) y Marissa apoyada por su tía Piedad. Por su parte César, vive infeliz con su esposa e hija. No ha podido olvidar a Marissa y se refugia en la bebida. César es abandonado por María Eugenia, pero al huir sufre un accidente donde muere y su hija queda paralítica. Sin nada que impida su amor, César busca a Marissa, pero ella es novia de Carlos.
Efraín decide vengarse de Marissa porque le dijo a su prometida que él era un asesino y ella ya no se quiere casar y encuentra a don Aarón y lo usa a él para llevar a Marissa a una cabaña , Marissa por salvar a su padre se desfigura el rostro al caerle encima una viga ardiendo. César para ayudarla, la envía para que le reconstruyan el rostro y queda con una nueva apariencia, por lo que se hace más fría. Para que Aída sea feliz, Marissa deja a Carlos y sintiendo el amor hacia César vuelve con él. Marissa y César planean casarse otra vez pero Piedad amenaza a César para que no se case y este por salvar a su hija cumple el deseo de Piedad. Esta secuestra a César y a su hija, pero estos escapan y Piedad por huir de su crimen, choca y muere. Marissa le da una oportunidad aunque con miedo y César la deja e inicia una relación con Alondra. Luego, Aparece Caridad Villalpando, la hermana de Piedad y Esperanza (madre de las tres hermanas). Caridad viene de Polonia, la cual fue engañada por Piedad para realizar un vil plan, pues Piedad está viva y fingió su muerte. Ocurre una desgracia, pues Aída es asesinada por Efraín el cual se convierte en un fugitivo. Caridad le dice a su hermana Piedad que no quiere seguir con su plan, por lo que a Piedad se le ocurre tomar el lugar de su hermana y logra engañar a todos. Marissa decide ayudar al hijo del médico Marco Antonio, y en eso sufre una indirecta de César que pensó que ella estaba con Marco Antonio. Se compromete con Alondra y Marissa descubre que ella y Marco Antonio planearon separarlos. Se presenta a la boda y es secuestrada por Piedad. Logra huir y vuelve con César. Combayo muere de una manera terrible cuando cae en la jaula de sus leones, muriendo devorado por uno de estos. Se celebran tres bodas: Marissa con César, Carlos con Mariana y Celia con Aarón. Piedad disfrazada de Caridad intenta matar a Marissa, pero llega Caridad y Piedad intenta matarla pero la atrapan y se la llevan. En la fiesta casi son calcinados por Efraín, que huye. Sin embargo César y Carlos logran dar con su paradero. Carlos arremete contra Efraín dándole una fuerte paliza pero Efraín encuentra una piedra, la recoge y le da con ella en la cabeza a Carlos dejándolo inconsciente. Luego encuentra una sierra eléctrica y decide descuartizarlo, momento en el que aparece César y salva a Carlos de una muerte segura. Pero este recoge un palo y golpea a César, que también queda inconsciente. Efraín vuelve a coger la sierra eléctrica para descuartizarlos, pero estaba malograda al impacto por lo cual cayó al piso, sin duda alguna Efraín decide ejecutar primero a Carlos colocando a este, junto a un tractor sosteniendo tronco de madera pero para su mala suerte el tractor estaba malogrado, Efraín va al lado de Carlos y empieza a renegar porque estaba malogrado el aparato, César se levanta y el mismo palo que lo golpeó Efraín, éste se arremete contra él y queda inconsciente. César recoge a Carlos salvándolo nuevamente de una muerte segura y Efraín, tirado en el piso, ve como el tronco cae por el mismo tractor que este lo activo y de esa manera cae el tronco encima de Efraín y muere asesinado de la manera más terrible cuando un tronco de un árbol cae 3 veces sobre Efraín sacándole sangre en el cuerpo y matándolo. Sin duda Efraín agonizante dice su frase favorita: "Ándale".
Al final Piedad es encerrada en un manicomio donde será atormentada por las personas a las cuales ella asesinó. Marissa es feliz con César, su hijastra y la hija que tuvo con César, Aída, llamada así en honor a la hermana difunta de Marissa. A lo largo de la historia hubo una gran lucha por el medio ambiente.

## Elenco
- Edith González - Marissa Santibáñez Villalpando #1
- Ana Patricia Rojo - Marissa Santibáñez Villalpando #2
- Jaime Camil - César Linares Ruiz
- Gabriel Soto - Carlos Gómez
- Maya Mishalska - Piedad Villalpando / Caridad Villalpando
- Ludwika Paleta - Aída Santibáñez Villalpando
- Adamari López - Lucrecia Santibáñez Villalpando / Luz Peralta
- María Sorté - Celia Gómez de Santibáñez
- Julio Alemán - Aarón Santibáñez
- Carlos Bracho - Ramiro Linares
- Claudio Báez - Benjamín Gómez
- Carlos Cámara Jr. - Efraín Gutiérrez Soto
- Otto Sirgo - Leopoldo Rebollar
- Roberto Blandón - Marco Antonio Yáñez
- Nailea Norvind - Viviana Palomares
- Frances Ondiviela - Georgina Barrenechea
- Lorena Tassinari - Rocío Domínguez
- Jorge Poza - Rogelio Rebollar
- Jorge Consejo - Flavio Garcini
- Lupita Lara - Lucía Ruiz
- Erika García - Andrea Gómez
- José Luis Cordero "Pocholo" - Felipe Calderón
- Andrea García - Alicia
- Adriana Laffan - Jimena
- Irina Areu - Mago
- Rudy Casanova - Nelson Winter "El Combayo"
- Toño Infante - Angelo
- Juan Carlos Casasola - Heriberto
- Alejandro Villeli - Cruz
- Roberto Tello - El Buda
- Ricardo Barona - Sergio "El Perico" Portillo
- Mayrin Villanueva - Mariana Rodríguez
- Michelle Ramaglia - Vicky Galván / "Perla"
- Silvia Ramírez - Carmen
- Mauricio Barcelata - Vicente
- Eduardo Cuervo - Horacio
- Gabriela Zamora - Jennifer
- Karla Lozano - Antonia Linares
- Elías Chiprout - Adán Barrenechea
- Zoila Quiñones - Adelaida Portillo
- Gustavo Negrete - Edmundo Rivas-Cacho
- Anghel - Clarabella Portillo
- Rodolfo Velez - Don Máximo Portillo
- Ricardo Silva - Ernesto
- Raúl Ochoa - Raúl
- Claudia Troyo - Déborah San Román
- Hugo Aceves - Aldo
- Silke Ruiz - Montserrat Urrutia
- Paola Treviño - Alondra Rivas-Cacho
- María Dolores Oliva - Esperanza Villalpando de Santibáñez
- Isabel Molina - Kassandra Barrenechea
- Gerardo Klein - Isaac Santibáñez
- Carlos Miguel - Miguel Aguirre
- Mario del Río - Sánchez
- Franco Marelli - Cocozzo
- Siena Perezcano - Yatana
- Claudia Mendoza - Eugenia
- Luis Romo - El Rasguñado
- Martha Ortiz - Concepción
- Luz María Guizar - Jessica Calderón
- Elena Carrasco - Lic. Malpica
- Mónica Macías - Venus
- Ricardo Crespo - Lucio
- Natalia Juárez - Marissa (niña)
- Marco Méndez - Alberto
- Verónica Ibarra - Berenice
- Gabriela Ramírez - Candy
- Monika Munoz - Renata
- Gisella Aboumrand - Karen
- Pablo Magallanes - Valentín Calderón
- Fátima Torre - Paola
- Aída Hernández - Ana Luisa
- Alberto Chávez - Pedro
- Andrés Garza - Marquito
- Armando Zamarripa - Patricio
- Arturo Muñoz - Ignacio
- Benjamín Islas - Enrique
- Bertha Kaim - Teibolera
- Eduardo de Guise - Armando
- Florencia Ferret - Alba Belmont
- Georgina del Rincón - Teté
- Haydeé Navarra - Flor
- Iliana de la Garza - Chonita
- Javier Ernez - Melchor Magaña
- Jorge Trejo - Facundo
- Lorena Álvarez - Dalia
- Miguel Garza - Contador
- Miguel Serros - Dr. Núñez
- Norma Iturbe - Rosita
- Paola Flores - Fernanda
- Regina Abad - Ivonne Barrenechea
- Roberto Porter - Padre
- Eric Prats - "Embajador Ingles"
- Rodrigo Ruiz - Carmelo
- Roger Cudney - Dr. Wilson
- Lisardo - Emilio Arroyo
- Alejandro Calva - Clemente Rebollar
- Salvador Ibarra - Martín
- Sergio García - Joaquín
- Sylvia Valdés - Brígida
- José Ron - Adrián
- Paola Treviño - Alondra Rivas-Cacho

## Premios y nominaciones

### Premios TVyNovelas 2005
| Categoría                | Persona           | Resultado |
| ------------------------ | ----------------- | --------- |
| Mejor actriz protagónica | Edith González    | Nominada  |
| Mejor actor protagónico  | Gabriel Soto      | Nominado  |
| Mejor actriz antagónica  | Maya Mishalska    | Nominada  |
| Mejor actor antagónico   | Carlos Cámara Jr. | Nominado  |
| Mejor actriz de reparto  | Adamari López     | Nominada  |
| Mejor actor de reparto   | Carlos Bracho     | Nominado  |

## Parodia
- Mojer de Madera parodia hecha por el programa XHGC Fabrica de Comedias el 5 de febrero de 2005